# Gefahrgut

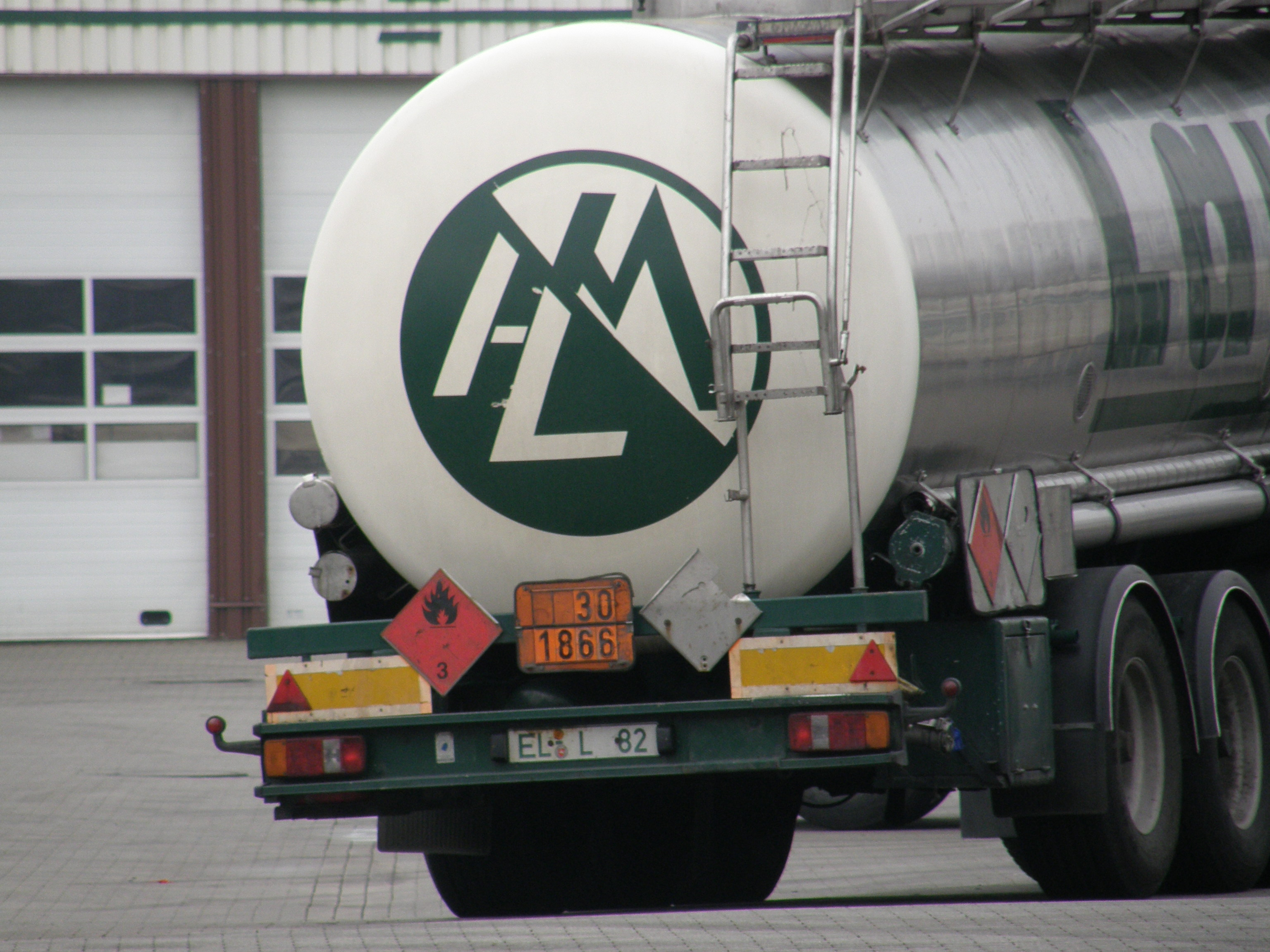
Tankauflieger mit Warntafel (30 = entzündbarer flüssiger Stoff (Flammpunkt von 23 °C bis einschließlich 60 °C) UN 1866 = Harzlösung, entzündbar) und Gefahrenzettel (Klasse 3 = entzündbare flüssige Stoffe)

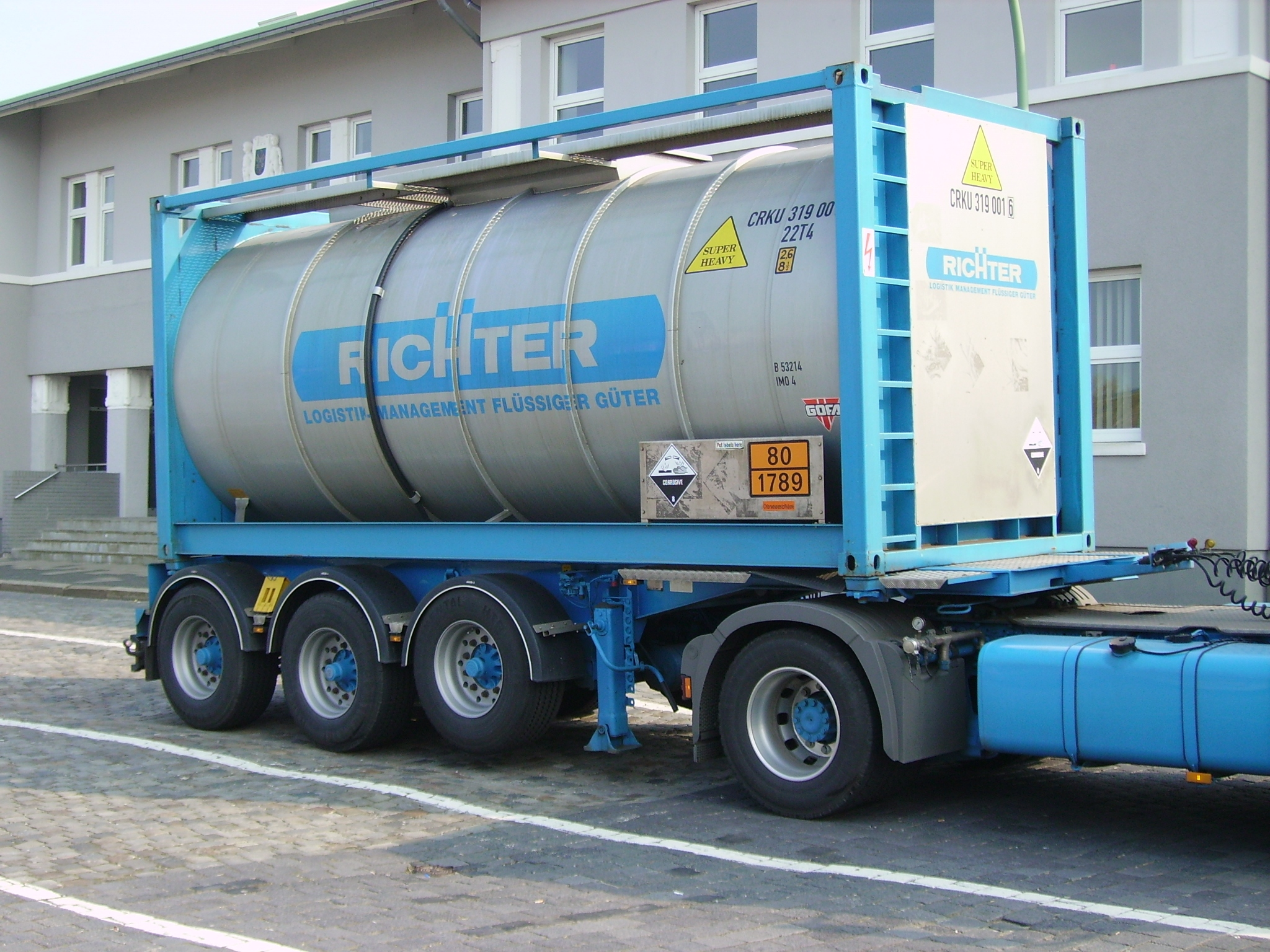
Gefahrentafel (orangefarbene Warntafel) 80 | 1789 und Gefahrenzettel 8 (korrosiv/ätzend)
80: ätzender Stoff
1789: Salzsäure

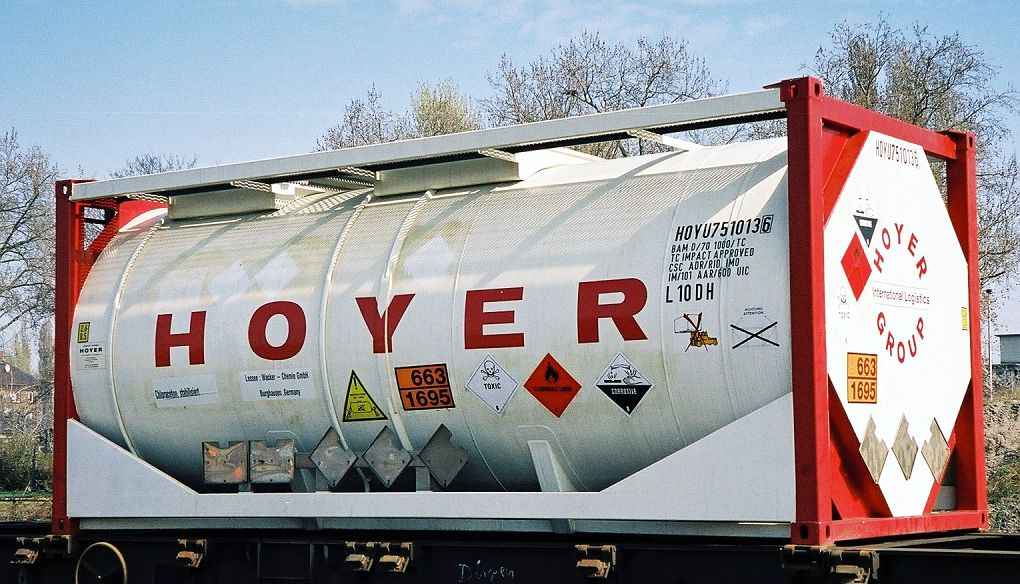
Warntafel 663 | 1695 und Gefahrenzettel 6.1 (giftig), 3 (brennbar) und 8 (korrosiv/ätzend)
663: sehr giftiger Stoff, entzündbar, Flammpunkt nicht über 61 °C
1695: Stabilisiertes Chloraceton

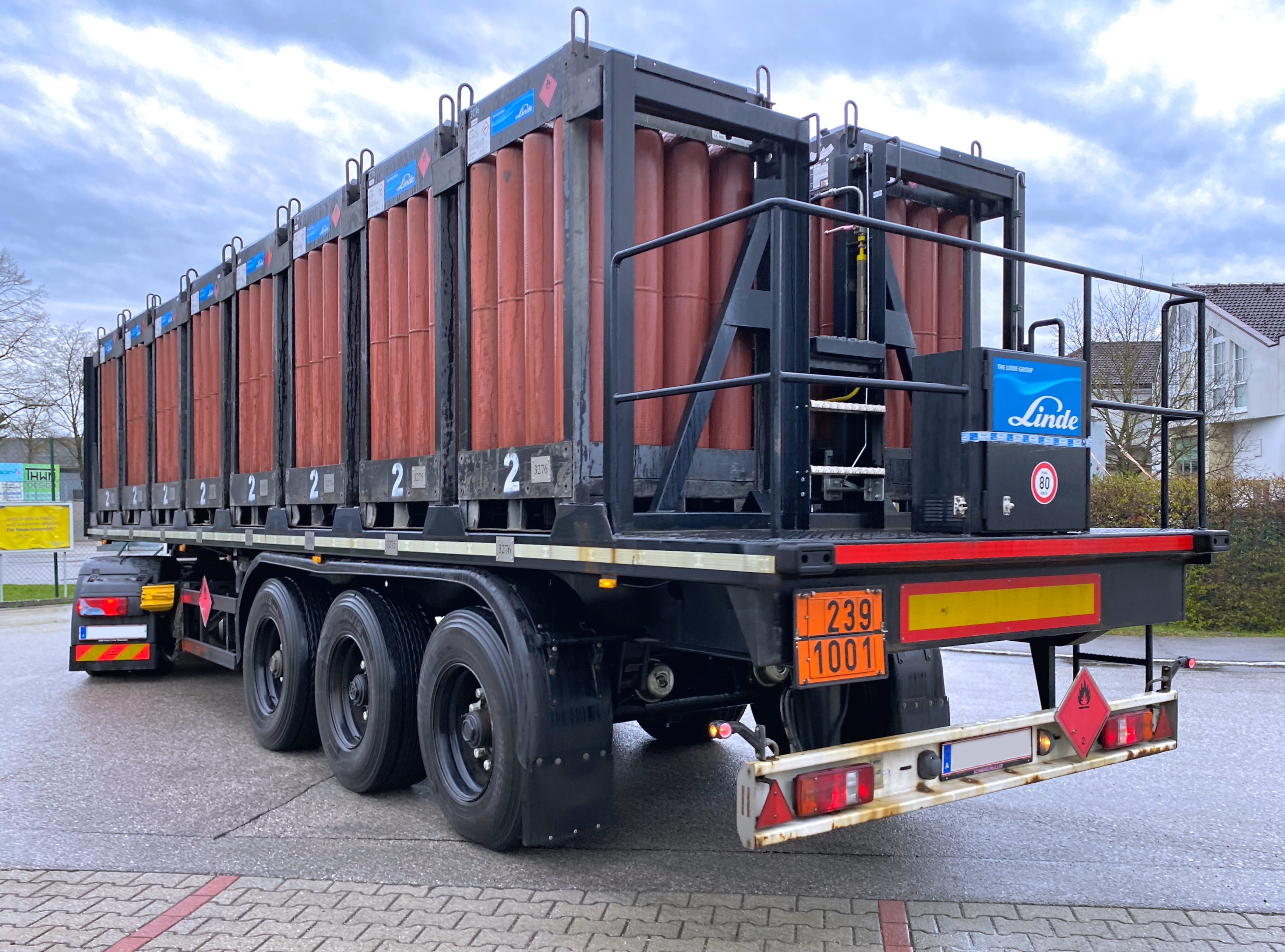
LKW mit Acetylen-Gasflaschen (UN-Nummer 1001). Die Gefahrnummer 239 kennzeichnet den Inhalt als ein brennbares Gas, das spontan zu heftiger Reaktion führen kann

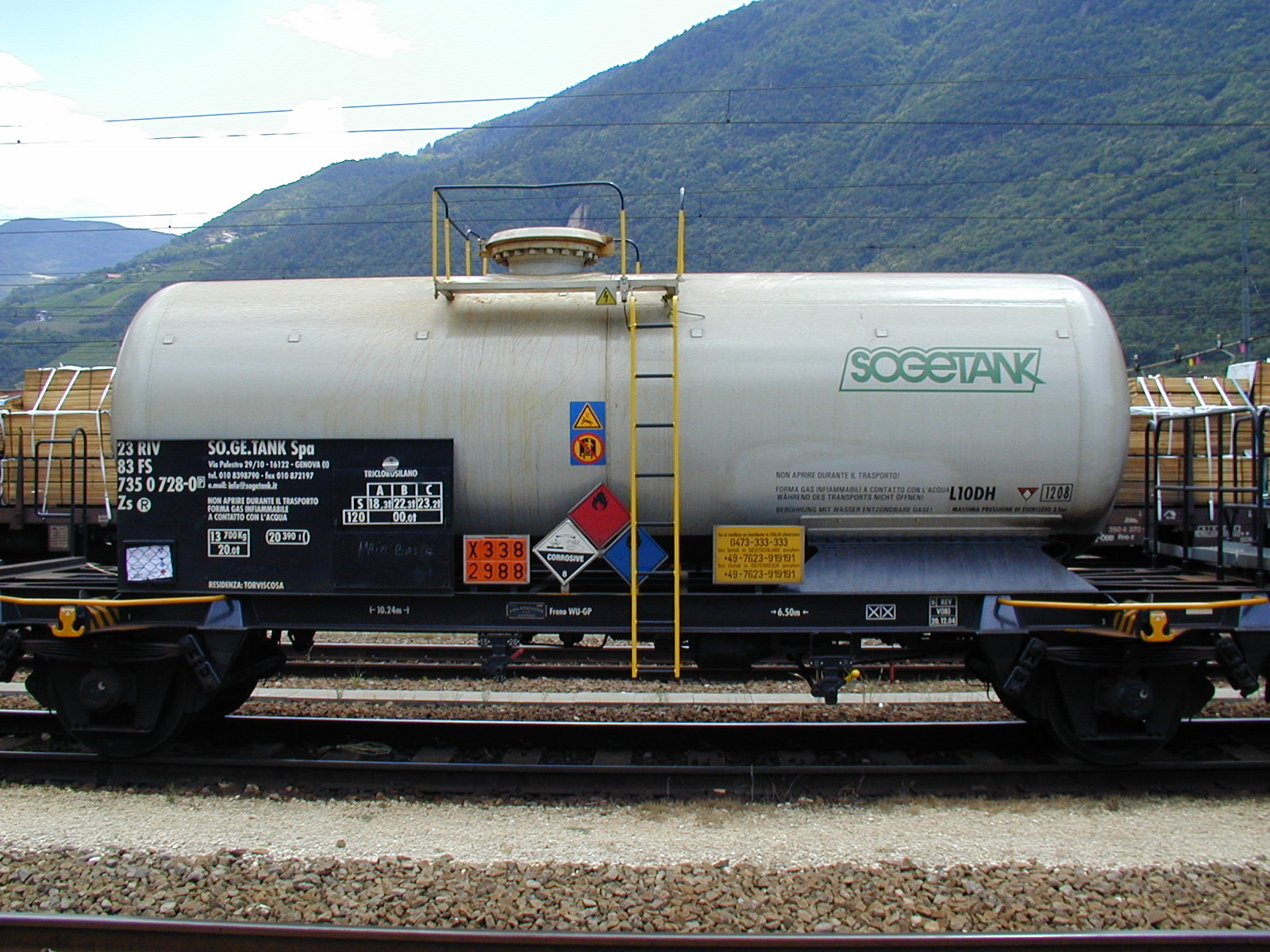
Trichlorsilan in Gefahrgut-Wagen

Als Gefahrgut (außerhalb der Fachsprache fälschlicherweise auch Gefahrengut; englisch dangerous goods oder hazardous materials, abgekürzt als hazmat) bezeichnet man im Zusammenhang mit dem Transport im öffentlichen Raum Stoffe, Zubereitungen (Gemische, Gemenge, Lösungen) und Gegenstände, welche Stoffe enthalten, von denen aufgrund ihrer Natur, ihrer physikalischen oder chemischen Eigenschaften oder ihres Zustandes beim Transport bestimmte Gefahren für
- die öffentliche Sicherheit oder Ordnung, insbesondere für die Allgemeinheit,
- wichtige Gemeingüter,
- Leben und Gesundheit von Menschen, Tiere und Sachen

ausgehen können und die aufgrund von Rechtsvorschriften als gefährliche Güter einzustufen sind.

## Bezettelung
ist die Kennzeichnung eines Gefahrguttransports mit Warntafeln (i. A. 40 cm × 30 cm orangefarbene rechteckige Tafeln am Transportfahrzeug bzw. Tankcontainer, unter bestimmten Voraussetzungen mit Nummern versehen) sowie am Versandstück mit sogenannten „Gefahrzetteln“ (auf einer Spitze stehenden Quadraten im Format 10 cm × 10 cm in festgelegten Farben und aussagekräftigen Piktogrammen) bzw. an Fahrzeugen und Containern mit deren auf 25 cm × 25 cm vergrößerten Ausführungen, sog. „Großzetteln“ oder „Placards“.
Diese geben Hinweise über die Zusammensetzung des Transportgutes bzw. der davon ausgehenden Gefahren und dienen damit dem schnellen Festlegen von Maßnahmen im Falle eines Gefahrgutunfalls.

## Abgrenzung zu Gefahrstoffen
Gefahrstoffe sind Stoffe, von denen eine Gefährdung für Umwelt und Gesundheit ausgeht, etwa durch Gifteinwirkung, Brand oder Explosion. Die Lagerung solcher Stoffe unterliegt den Vorgaben der Gefahrstoffverordnung (GefStoffV) sowie den Technischen Regeln für Gefahrstoffe (TRGS 510). Als Gefahrgüter werden darüber hinaus Stoffe und Gegenstände bezeichnet, von denen solche Gefährdungen in Verbindung mit dem Transport ausgehen. Ihre Lagerung im Sinne der Bereitstellung zum Transport oder einer Transportunterbrechung unterliegt dem Gefahrgutbeförderungsgesetz (GGBefG). Überschreitet die Transportunterbrechung 24 Stunden, geht man bereits von einer Lagerung aus.

## Abgrenzung zum frachtrechtlichen Begriff des „Gefährlichen Gutes“
Der Begriff „Gefährliches Gut“ im Transportrecht/Frachtrecht (z. B. in Deutschland nach § 410 Handelsgesetzbuch (HGB) oder nach Art. 22 CMR) umfasst den hier besprochenen Gefahrgutbegriff, kann aber noch über diesen hinausgehen. Gefährliches Gut ist danach auch jedes Gut, welches für sich genommen zwar ungefährlich wäre, aber aufgrund der Transportsituation als gefährlich eingestuft werden kann, bzw. muss. Es handelt sich dabei um Güter, die im Rahmen einer normalen Beförderung eine Gefahr für Transportmittel, Personen oder andere Rechtsgüter darstellen.

## Gesetzgebung
Es gibt zahlreiche Regelungen und Abkommen zum Gefahrguttransport auf der Straße, Schiene, im Luft- und im Wassertransport, z. B. hinsichtlich Verpackung, Ladungssicherung, Kennzeichnung und Transport. Zweck der zahlreichen Vorschriften ist eine sichere Abwicklung der Gefahrguttransporte (Unfallvermeidung) sowie genaue und schnelle Information der Rettungskräfte (Feuerwehr), damit im Unglücksfall dieser als Gefahrgutunfall erkannt und schnellstmöglich die richtigen Maßnahmen ergriffen werden können. Bei der Lagerung und der Verwendung gilt das Gefahrstoffrecht.
Die Beförderung von Gefahrgut ist eines der wenigen Gebiete, auf dem es schon seit längerer Zeit transnationale Regelungen gibt, denen sich die meisten Staaten angeschlossen haben. Diese Regelungen sollen den sicheren Transport dieser sensiblen Güter über Ländergrenzen hinweg grundsätzlich gewährleisten. Die internationalen Regelwerke werden durch nationale Regelungen, die unter anderem Zuständigkeiten, Pflichten und Ordnungswidrigkeiten festlegen, ergänzt. Die Vorschriften werden unter Berücksichtigung von Erkenntnissen in Wissenschaft und Technik laufend überprüft und weiterentwickelt. In den Bundesgesetzblättern I und II werden die Vorschriften verkündet und bei Bedarf durch Bekanntmachungen im Verkehrsblatt ergänzt. Der Umgang mit Gefahrgut wird von den Vereinten Nationen (UNO) in den Model Regulations der UN Recommendations on the Transport of Dangerous Goods, die derzeit in der Revision 23 (2023) gültig sind, festgelegt. Trotzdem haben sich im Gefahrgut- und Gefahrstoff-Recht verschiedene Standards entwickelt, zum Beispiel hinsichtlich der Einstufungskriterien. Seit 2000 ist die UNO jedoch bestrebt, die Regelungen mit dem Global harmonisiertes System zur Einstufung und Kennzeichnung von Chemikalien (GHS) zu vereinheitlichen.
Zu den wichtigsten, verkehrsträgerspezifischen Einzelregelungen gehören:
- Europäisches Übereinkommen über die internationale Beförderung gefährlicher Güter auf der Straße (ADR) für den Straßenverkehr für viele europäische und benachbarte Staaten
- Regelung zur internationalen Beförderung gefährlicher Güter im Schienenverkehr (RID) im Schienenverkehr
- International Maritime Dangerous Goods Code (IMDG-Code) in der internationalen Seeschifffahrt
- Europäisches Übereinkommen über die Beförderung gefährlicher Güter auf Binnenwasserstraßen (ADN) für die Binnenschifffahrt, mit Sonderverträgen etwa für Rhein (ADNR) und Donau (ADN-D)
- Technical Instructions For The Safe Transport of Dangerous Goods by Air (ICAO-TI) im Luftverkehr, herausgegeben von der Internationalen Zivilluftfahrt-Organisation (ICAO). Diese werden vom Internationalen Verband der Luftverkehrsgesellschaften IATA mit den IATA Dangerous Goods Regulations (IATA-DGR) übernommen und erweitert.

All diese überstaatlichen Vorschriften werden in den einzelnen Ländern durch nationale Gesetzgebung in das nationale Recht übernommen.

## Qualifikation
Für die Beförderung von Gefahrgut auf der Straße muss der Fahrer eine ADR-Schulungsbescheinigung erwerben, welche ihm nach erfolgreicher Absolvierung eines Lehrgangs zeitlich befristet (für fünf Jahre) ausgestellt wird. Ohne diese Bescheinigung darf Gefahrgut nur unter besonderen Einschränkungen und Beachtung spezieller Besonderheiten transportiert werden.
Alle an der Beförderung von Gefahrgut Beteiligten müssen Sachkenntnisse über die Gefahrgutvorschriften nachweisen. Diese erhalten sie in regelmäßig durchzuführenden Schulungen.
Unternehmen, die an der Beförderung von Gefahrgut beteiligt sind, müssen in der Regel schriftlich einen Gefahrgutbeauftragten bestellen. Die Gefahrgutbeauftragtenverordnung (GbV) enthält aber Befreiungen; treffen diese für den Betrieb zu, muss kein Gefahrgutbeauftragter bestellt werden.
Die Rechtsnormen fordern für bestimmte Kraftfahrzeuge, die für bestimmte Gefahrguttransporte verwendet werden (z. B. Tankfahrzeuge, Fahrzeuge für das Transportieren größerer Explosivstoffmengen usw.), eine spezielle ADR-Zulassung, die verschiedene zusätzliche technische Sicherheitsmerkmale voraussetzt. Außerdem muss bei Gefahrguttransporten eine in den sogenannten „Schriftlichen Weisungen“ – abhängig von den beförderten Stoffen – genau festgelegte Schutzausrüstung (einerseits zum Personenschutz, aber auch Hilfsmittel zur Beseitigung von freigewordenem Gefahrgut, zur Absicherung der Unfallstelle sowie zur Brandbekämpfung) mitgeführt werden. Außerdem vorgeschrieben sind die Kennzeichnung der Fahrzeuge und Versandstücke sowie das Mitführen bestimmter Transportdokumente.
Entsprechende Regelungen gelten auch im Schienen-, Schiffs- und Luftverkehr.

## Einteilung nach UN
Die Einteilung erfolgt nach Gefahrgutklassen mit speziellem Symbol, die einzelnen Klassen sind dann weiter spezifiziert (die Klasse 1 über Unterklassen und Verträglichkeitsgruppe, die anderen über einen Klassifizierungscode). Die Güter selbst sind in einer Datenbank mit der UN-Nummer verzeichnet, wo auch Angaben über die Gefahrenklasse, Gefahr nach Mengen und ähnliches verzeichnet sind.
|  | Klasse 1 | Explosivstoffe und Gegenstände, die Explosivstoffe enthalten (mit 7 Unterklassen) |
|  | Klasse 2.1 | Gase (entzündbar)                                                                 |
|  | Klasse 2.2 | Gase (nicht entzündbar)                                                           |
|  | Klasse 2.3 | Gase (giftig)                                                                     |
|  | Klasse 3 | Entzündbare flüssige Stoffe                                                       |
|  | Klasse 4.1 | Entzündbare feste Stoffe                                                          |
|  | Klasse 4.2 | Selbstentzündliche Stoffe                                                         |
|  | Klasse 4.3 | Stoffe, die mit Wasser entzündliche Gase bilden                                   |
|  | Klasse 5.1 | Entzündend (oxidierend) wirkende Stoffe                                           |
|  | Klasse 5.2 | Organische Peroxide 1                                                             |
|  | Klasse 6.1 | Giftige Stoffe                                                                    |
|  | Klasse 6.2 | Ansteckungsgefährliche Stoffe                                                     |
|  | Klasse 7 | Radioaktive Stoffe                                                                |
|  | Klasse 8 | Ätzende Stoffe                                                                    |
|  | Klasse 9 | Verschiedene gefährliche Stoffe und Gegenstände                                   |
|  | Umweltgefährdende Stoffe (repräsentiert keine eigene Gefahrgutklasse, sondern dient als zusätzliche Kennzeichnung, die, falls die Kriterien für einen umweltgefährdenden Stoff zutreffen, zusätzlich an Verpackungen, Tanks etc. anzubringen ist) |                                                                                   |
|  | Kennzeichnung für in erwärmtem Zustand transportierte Materialien 2 |                                                                                   |
|  | Das entsprechende System der USA ist der Gefahrendiamant nach NFPA 704 |                                                                                   |

Quelle: UN Regulations Chapter 5.3 Placarding and Marking of Transport Units und 2.0.1 Classes, divisions, packing groups; ADR Kap. 5.3 Anbringen von Grosszetteln (Placards) und orangefarbene Kennzeichnung von Containern, MEGC, Tankcontainern, ortsbeweglichen Tanks und Fahrzeugen und Kap. 2.2 Besondere Vorschriften für die einzelnen Klassen (Class specific provisions)
Siehe auch: Gefahrenpiktogramm (zum Vergleich der Gefahrklassen UN-GHS und UN-Rec.Transp.)

## Kennzeichnung nach ADR/RID/ADN/IMDG/IATA
Gemäß einschlägiger Vorschrift bedürfen die Transportbehältnisse und -geräte ab gewissen Mengen einer je nach Gefährlichkeitsmerkmal unterschiedlichen Kennzeichnung.

### Gefahrzettel

Gefahrzettel Klasse 1

Die Gefahrzettel sind auf der Spitze stehende Quadrate, die mittels Piktogrammen, dem Gefahrensymbol, und einem speziellen Nummerncode, den Gefahrgutklassen, über die Art der Gefahr Auskunft geben. Es gibt sie in den Größen 10 × 10 cm (Gefahrzettel, label) für Packstücke und 25 × 25 cm sowie 30 × 30 cm (Großzettel, placard) für LKW, Tank-LKW, Aufsetztanks oder Container.
Siehe Gefahrgutklasse mit ausführlicher Beschreibung

### Warntafel

Gefahrentafel Gefahrnummer 33 | UN-Nummer 1203

Die Gefahrentafel („Warntafel“) ist eine rechteckige, orangefarbene Tafel mit schwarzer Umrandung im Format 30 cm × 40 cm (quer) oder – bei Platzproblemen – 12 cm × 30 cm zur Kennzeichnung von Gefahrgut-Transportfahrzeugen oder Tankcontainern. Es gibt sie in zwei Ausführungen: Entweder als leere (neutrale) orangefarbene Tafel oder aber mit zwei übereinander angebrachten Zahlencodes in schwarzer Farbe versehen. Sie müssen so ausgeführt sein, dass die Nummern auch nach einer Brandeinwirkung von 15 Minuten noch lesbar sind.
Eine leere (neutrale) Gefahrentafel wird dann verwendet, wenn Gefahrgüter als Versandstücke (verpackte Güter) zusammen transportiert werden, also beispielsweise unterschiedliche Kisten, Fässer, Kanister oder Säcke, die dann jeweils selbst mit Kennzeichnungen betreffend den Inhalt und die davon ausgehenden Gefahren versehen sind. In diesem Fall weist die orangerote Warntafel nur darauf hin, dass mit gefährlichen Gütern beladen ist und sich dazu nähere Informationen auf den Versandstücken selbst befinden. Weiterhin wird die leere (neutrale) Warntafel zur vorderen und hinteren Kennzeichnung von Tanktransporten verwendet, wenn die einzelnen Tankkammern mit unterschiedlichen Stoffen befüllt sind (z. B. verschiedene Kraftstoffe wie Benzin, Diesel, Heizöl oder Kerosin, verschiedene Säuren oder Laugen sowie verschiedene giftige Substanzen). Dann müssen die einzelnen Kammern mit dem orangen Tafeln mit Nummern versehen sein. Dies gilt auch wenn nur ein gefährlicher Stoff in der Kammer ist. Alternativ kann ein Tanktransporter auch nur mit orangen Tafeln mit Nummern vorne und hinten gekennzeichnet werden.
Fahrzeuge zum Transport von gefährlichen Gütern der Klasse „1“ (Explosivstoffe, Pyrotechnik, Munition etc.) sowie der Klasse „7“ (radioaktive Stoffe) werden ebenfalls mit leeren Warntafeln, jedoch zusätzlich an beiden Seiten und hinten mit Großzetteln (Placards) gekennzeichnet.
Wird Gefahrgut jedoch unverpackt befördert (z. B. in loser Schüttung oder in Tanks bzw. Tankcontainern), so sind die Warntafeln mit zwei übereinander angebrachten Zahlencodes versehen. Dabei gibt die obere Nummer Aufschluss über die Art der Gefahr (Gefahrnummer, auch Kemler-Nummer genannt), beispielsweise steht die 33 für eine leichtentzündliche Flüssigkeit. Ist der Zahl ein „X“ vorangestellt, so reagiert der Stoff gefährlich mit Wasser. Die untere Nummer wird UN-Nummer, oder auch Stoffnummer genannt – sie benennt den beförderten Stoff nach einer durch die UNO normierten Nomenklatur. Zum Beispiel steht die 1202 für Dieselkraftstoff oder Heizöl.
Wurden die gefährlichen Stoffe entladen, so sind die orangefarbenen (neutralen) Tafeln zu entfernen bzw. mit einer brandhemmenden (15 min) Abdeckung zu versehen. Bei Tankfahrzeugen darf die orangefarbene Kennzeichnung erst entfernt werden, nachdem die Tanks gereinigt und entgast wurden.
Nach RID ist die Kennzeichnung von Waggons eigens geregelt. Nur bei der Rollenden Landstraße gelten auch im Bahnbereich die ADR-Regelungen.

### Ausrichtungspfeile

Ausrichtungs-pfeile

Außerdem schreiben die Richtlinien für die Kennzeichnung der Lage für „zusammengesetzte Verpackungen mit Innenverpackungen, die flüssige Stoffe enthalten, Einzelverpackungen, die mit Lüftungseinrichtungen ausgerüstet sind, und Kryo-Behälter zur Beförderung tiefgekühlt verflüssigter Gase“ die Lagekennzeichnung durch die Ausrichtungspfeile vor. Diese sind schwarz oder rot, auf hinreichend kontrastierendem Grund.

## Transportpapiere

### Beförderungspapier
Jeder Gefahrguttransport muss von einem Beförderungspapier begleitet sein. Auf diesem sind die Stoffe (Klassifizierung mit UN-Nummer, Gefahrzettel, sowie der technische Name, für Haupt- und Nebengefahr und Verpackungsgruppe) und Verpackungen, die jeweiligen Mengen und über ein Punktesystem die Ermittlung der Freigrenzen vermerkt (die Freigrenze kann mittels eines kostenfreien Online-Tools auch ohne vertiefte Gefahrgut-Kenntnisse geprüft werden). Außerdem müssen Namen und Anschriften von Absender und Empfänger aufgeführt sein. Seit dem 1. Juli 2009 ist zusätzlich durch Angabe des Tunnelbeschränkungscodes die Tunnelkategorie anzugeben, welche Tunnel befahren werden dürfen. Wird keine Angabe gemacht, gilt der Transport als in die Kategorie A eingestuft.

### Schriftliche Weisung
Bei Gefahrguttransporten ist es (mit Ausnahmen) Vorschrift, Schriftliche Weisungen mitzuführen, die für den Fahrer wichtige Informationen über die Handhabung der gefährlichen Güter sowie das Vorgehen im Falle eines Unfalls beinhalten.
Bis zum Jahr 2009 musste der Absender des Gefahrguts diese Informationen bereitstellen. Sie wurden entweder speziell für das konkrete Transportgut verfasst („Stoffmerkblätter“), oder aber sie galten für ganze Produktgruppen („Gruppen-Merkblätter“). Ebenfalls bis 2009 mussten sie in der Sprache des Landes abgefasst sein, in den das Gefahrgut transportiert wurde (Landessprache), sowie in den Sprachen aller Länder, durch die das Gefahrgut bis zum Bestimmungsort befördert wurde. Weiterhin musste auch noch eine Ausführung in der Sprache mitgegeben werden, die die Fahrzeugbesatzung (Lenker, nötige Beifahrer usw.) lesen bzw. verstehen konnte. Besonders die letztgenannte Forderung war für Absender oft nur schwer erfüllbar.
Ursprünglich wurden die „Schriftlichen Weisungen“ für einen schnelleren Abruf durch Hilfskräfte in einer eigenen Tasche an der Rückseite der orangefarbenen „Gefahrgut-Warntafel“ vorne und hinten an der Beförderungseinheit mitgeführt, eine zwar gute, aber für den Fahrer umständliche Lösung. Probleme ergaben sich hieraus aber auch für die Rettungskräfte, die sich zur genauen Stoffidentifikation sehr nah an das Objekt heranwagen mussten, falls die sonstigen Warneinrichtungen (Warntafeln) nicht mehr erkennbar waren. Im allgemeinen Sprachgebrauch werden die „Schriftlichen Weisungen“ meist auch heute noch als „Unfallmerkblätter“ bezeichnet.
Seit dem 1. Juli 2009 müssen – gemäß den Änderungen der ADR 2009 – die „Schriftlichen Weisungen“ in einer im ADR standardisiert festgelegten Form (4 Seiten, zusammenhängend, mit farbigen Piktogrammen) mitgeführt werden. Deshalb erübrigt es sich, sie in den Sprachen aller durchfahrenen Länder mitzuführen, da sie ohnehin bei allen Einsatzkräften vorhanden sind. Sie müssen daher nur noch in der/den Sprache/n verfasst sein, die das Fahrpersonal lesen und verstehen kann. Auch richtet sich die Weisung nun eher an das Fahrpersonal als an die Rettungskräfte. Zur Verfügung zu stellen sind die schriftlichen Weisungen daher auch nicht mehr vom Absender, sondern vom Beförderer, der im Normalfall eher über die Sprache des Fahrpersonals Kenntnis hat.
Auszug aus § 19(2) GGVSEB (Gefahrgutverordnung Straße, Eisenbahn und Binnenschiff):

„Der Beförderer im Straßenverkehr hat der Fahrzeugbesatzung vor Antritt der Fahrt die schriftlichen Weisungen […] zu übergeben und dafür zu sorgen, dass jedes Mitglied der Fahrzeugbesatzung diese verstehen und richtig anwenden kann.“

### ERI-Cards
Die Schriftlichen Weisungen, die ursprünglich für den Fahrer erstellt wurden, enthielten später auch Informationen für Rettungskräfte, wie beispielsweise die Feuerwehr. Informationen für die Rettungskräfte sind mittlerweile in den ERI-Cards zu finden.

## Weitere Sicherheitsmaßnahmen

Verbot für kennzeichnungspflichtige Kraftfahrzeuge mit gefährlichen Gütern (Zeichen 261)

In Deutschland kann eine Straße für kennzeichnungspflichtige Kraftfahrzeuge, die Gefahrgut geladen haben, durch Zeichen 261 verboten sein. Dieses Verbot findet sich insbesondere an unfallträchtigen Gefällestrecken, die alternativ mit einer Notfallspur gesichert werden.

### TUIS
Unternehmen der chemischen Industrie aus Deutschland und Österreich unterhalten gemeinsam das Transport-Unfall-Informations- und Hilfeleistungs-System (TUIS). Dort sind rund um die Uhr Mitarbeiter telefonisch erreichbar, die Auskünfte über den Umgang mit Chemikalien bei einem Transportunfall geben. Bei Gefahrgutunfällen können örtliche Feuerwehren die Unterstützung durch TUIS-Werkfeuerwehren in Form von Fachberatern, speziellen Feuerwehrfahrzeugen und geschultem Personal anfordern.
Aufgeteilt ist es in 3 Stufen:
1. Stufe: Telefonische Fachberatung
2. Stufe: Beratung durch einen Fachberater vor Ort
3. Stufe: Werkfeuerwehr-Einsatz am Unfallort mit Spezialgerät und Bedienungs-Know-how[15]

### ICE
Analog dem TUIS-System ist das International-Chemical-Environment-Programm, kurz ICE, der chemischen Industrie in vielen westeuropäischen Ländern für die Hilfeleistung bei Gefahrguttransporten und -unfällen zuständig.

## Beispiele
Von Gefahrgütern gehen spezifische Gefahren aus, die auch anderweitig bestehen können. Insbesondere können von Stoffen, die als Gefahrgüter auf unseren Straßen und Schienen unterwegs sind, im Rahmen ihrer üblichen Lagerung oder Verwendung höhere oder geringere, jedenfalls auch gänzlich andere Gefahren ausgehen. An dieser Stelle soll daher ausschließlich auf Gefahren beim Transport und vergleichbarer Handhabung eingegangen werden.

### Brennbare Flüssigkeiten
Die weitaus meisten Gefahrgüter, die im Jahr 2000 auf deutschen Straßen transportiert wurden, waren brennbare Flüssigkeiten. Dazu gehörten vor allem Heizöl (Dieselkraftstoff) mit der Gefahrennummer 30 und Benzin mit der Gefahrennummer 33. Während es unter normalen Umständen nicht möglich ist, Diesel mit einem Streichholz zu entzünden, reicht bei Benzin bereits ein kleiner Funke aus, um Benzindämpfe zu entzünden. Nicht als Gefahrgut ist Rapsöl (Speiseöl) einzustufen. Eine besondere Brandgefahr ergibt sich hier nur unter Einwirkung starker Oxidationsmittel oder großer Hitze (z. B. in einer überhitzten Pfanne auf dem Herd).
Beim Löschen von Bränden wird häufig Wasser eingesetzt, da es eine besonders hohe Wärmekapazität besitzt und Wasserdampf für die meisten Brennstoffe ein Inertgas darstellt. Brennbare Flüssigkeiten sind zumeist leichter als Wasser. „Löschwasser“ wird also eine Phase brennender Flüssigkeit durchdringen, ohne eine Löschwirkung zu erzielen. Das birgt zwei besondere Gefahren:
1. Verdrängt eine Wasserphase eine brennende Flüssigkeit aus ihrem Behälter, entsteht ein Tropf- oder Fließbrand. Der Löschversuch kann dadurch zur weiteren Ausbreitung des Feuers führen.
2. Gerät eine geringe Menge flüssigen Wassers in ein heißes Gefäß mit brennender Flüssigkeit, kann dieses schlagartig verdampfen. Bei einer überhitzten Pfanne spricht man hier von einer Fettexplosion. Auch hier kann es zu einer starken Ausbreitung des Feuers kommen.

Per Sprühnebel oder Löschschaum sind aber Brände von Flüssigkeiten sehr wohl mit Wasser zu bekämpfen.

### Verflüssigte Gase
Wenn an einem verunfallten Fahrzeug eine Gefahrentafel mit der Gefahrennummer 22 angebracht ist, ist ein Tank (möglicherweise mehrere Gasflaschen) mit einem verflüssigten Inertgas vorhanden. Zur Befüllung wurde das Gas verflüssigt. Dabei wurde eine große Menge Wärme abgeführt. Es bestehen nun drei besondere Gefahren:
1. Der Behälter steht unter Druck. Der Inhalt ist bereits flüssig, kann bei Erhöhung der Temperatur also nicht weiter komprimiert werden. Wenn ein Feuer auf den Behälter einwirkt, steigt der Druck und das Behältermaterial verliert gleichzeitig an Festigkeit. Der Tank kann zerknallen. Die dabei freiwerdende Energie kann großen Schaden anrichten. Wird bei einer liegenden Stickstoffflasche nur das Ventil zerstört, kann die Flasche so stark beschleunigen, dass sie eine Betonwand durchschlägt.
2. Wird das Ventil beschädigt, kann das Gas entweichen. Ein Inertgas verdrängt Luft. Dabei besteht ggf. Erstickungsgefahr.
3. Expandiert das Gas, entsteht unter Umständen lokal begrenzt extreme Verdunstungskälte, die einen Gegenstand oder ein Körperteil in kürzester Zeit vereisen kann.

#### Brennbares Flüssiggas
Unter Flüssiggas wird meist ein Brennstoff verstanden. Die Gefahren-Nr. ist dann 223. Da dieses Gas bereits bei einer relativ hohen Temperatur von über −160 °C flüssig wird, ist die Gefahr der Vereisung eher gering. Allerdings entweicht beim Druckgefäßzerknall ein Gas, das einem Feuer, das dafür verantwortlich ist, neue Nahrung gibt. Gleichzeitig kann zwar unter Umständen in geschlossenen Räumen beim Entweichen von Flüssiggas eine erstickende Atmosphäre entstehen. Wahrscheinlicher ist jedoch, dass bei Durchmischung mit Luft ein explosionsfähiges Gemisch entsteht. Es besteht mit anderen Worten die Gefahr, dass das Gemisch in einem Bereich der Ausbreitung des Gases innerhalb der Explosionsgrenzen liegt. Bei Windstille kann das auch außerhalb geschlossener Räume passieren.

#### Oxidierendes Gas
Sauerstoff ist kein Inertgas. Aber auch er wird flüssig transportiert. Die Gefahr des Druckgefäßzerknalls besteht also auch hier. Wenn an einem verunfallten Fahrzeug eine Gefahrentafel mit der Gefahren-Nr. 225 angebracht ist, können sich darüber hinaus brennbare Stoffe unter Einwirkung entweichenden Gases unter Umständen selbst entzünden, selbst wenn sie sonst nicht als selbstentzündlich gelten. Das gilt bereits für einen öligen Lappen.